# Englschalkinger Straße 229

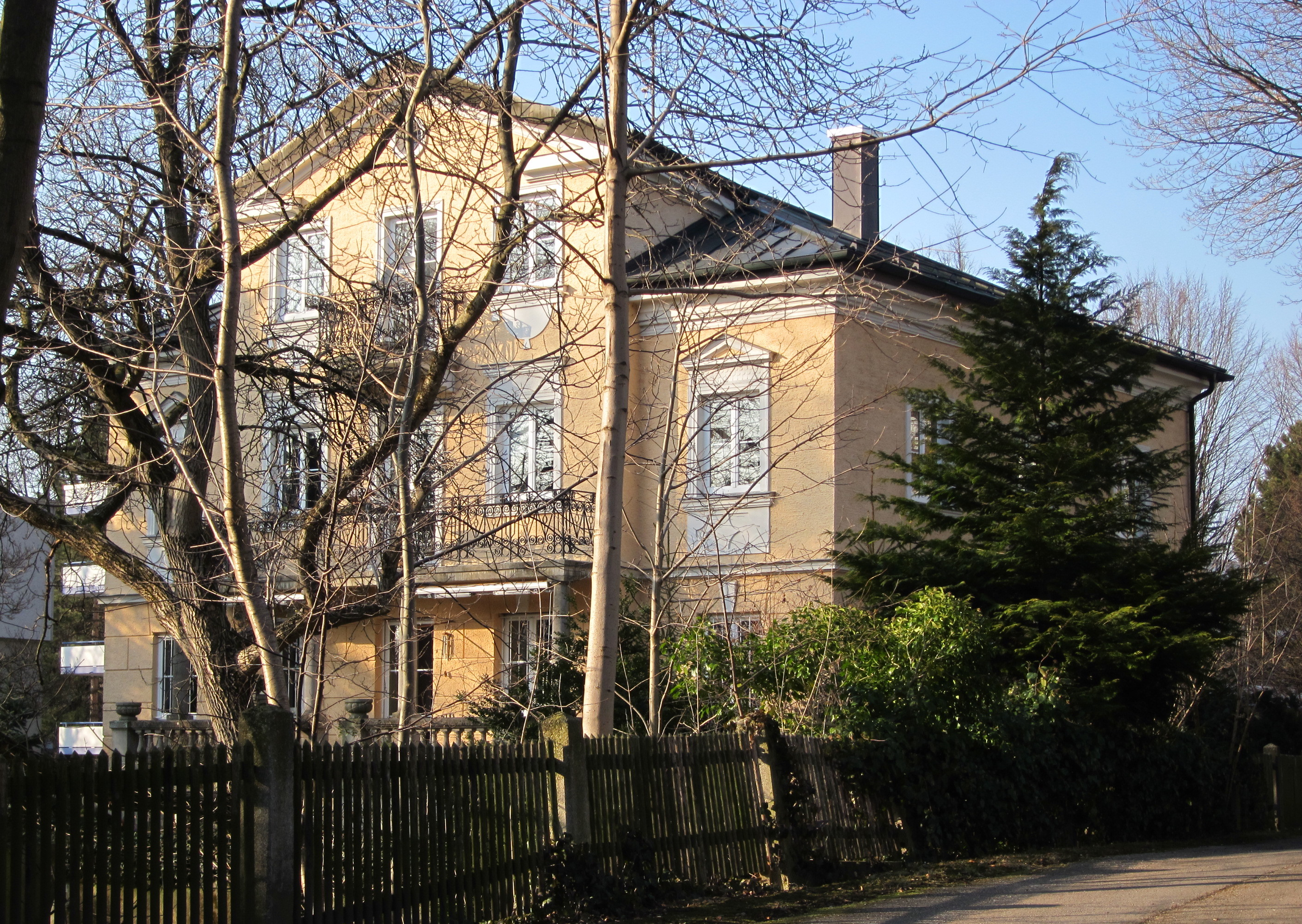
Die heutige Theen-Villa in der Englschalkinger Str. 229

Das Bauwerk Englschalkinger Straße 229 in München ist eine Villa aus der Gründerzeit. Sie liegt an der Englschalkinger Straße, die von der Effnerstraße knapp nördlich des Effnerplatzes nach Englschalking führt und an der Marienburger Straße/Barlowstraße endet.

## Beschreibung
Der zweigeschossige Walmdachbau ist mit Putz und Stuck gegliedert. Auf der Gartenseite befindet sich ein Risalit mit Balkonen. Das Bauwerk, das historisierende Formen aufweist, wird in der Denkmalliste auf das erste Viertel des 20. Jahrhunderts datiert, stammt aber nach anderen Quellen schon aus der Zeit um 1897.

## Geschichte
Bauherr der Villa war der Ziegeleibesitzer Josef Hartl. Im Jahr 1913 wurde sie zwangsversteigert, weil Hartls Geschäfte nicht mehr gut gingen. 1918 kam sie in den Besitz von Heinrich und Auguste Theen, nach denen sie auch „Theen-Villa“ genannt wird. Das Ehepaar Theen, das aus Denning stammte, betrieb auf dem Anwesen bis 1959 eine Schweinemästerei. Zeitweise wurden dort 700 Schweine gehalten.
Die Villa gilt als eines der letzten Baudenkmäler, die von der Ära der „Loambarone“ in der Prinzregentenzeit zeugen. Damals wurden die Lehmgründe im Münchener Osten von mehreren Ziegelunternehmern genutzt. Lorenz Hartl, Vater des Bauherrn der Theen-Villa, stammte aus einer großen Familie, die in Schönau bei Aibling lebte. 1825 als siebtes von zehn Kindern geboren, konnte Lorenz Hartl mittels seines Erbteils, der Mitgift seiner Ehefrau und Geld aus Grundstücksverkäufen ins Ziegelgeschäft einsteigen. Die Familie zog 1863 nach Baumkirchen in Berg am Laim. Lorenz Hartl wurde in der Ziegelei seines Schwiegervaters Xaver Franz Maierbacher ausgebildet und arbeitete anschließend als Ziegelmeister bei seinem Schwager Andreas Maierbacher. Schließlich erwarb er seinen ersten eigenen Ziegelstadel mit Brennofen in der Englschalklinger Straße 235. 1880 ergänzte er diesen Besitz um die Lehmgründe in Englschalking, Haus Nr. 18, der späteren Englschalklinger Straße 229. Er richtete dort eine Ziegelei mit Brennofen, Holzlege, Trockenstadeln, Wohnhaus, Kantine, Stallungen und Remise ein. Drei Jahre später übernahmen die vier Söhne und zwei Töchter Lorenz Hartls den Besitz. Wiederum ein Jahrzehnt später, 1893, wurde der Sohn Josef, der wenig später die Villa erbauen ließ, Alleinbesitzer der Ziegelei in Englschalking. Sie existierte bis 1915.
Josef Hartls Bruder Bonifaz, der zunächst das Metzgerhandwerk gelernt hatte, kaufte sich 1890 eine eigene Ziegelei. Sie lag auf dem Gebiet des heutigen Einkaufszentrums im Fideliopark. 1926 wurde sie von Karl Ellwanger gekauft, der sie bis 1960 betrieb.

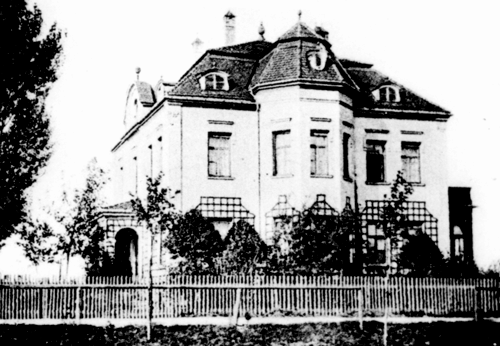
Die Villa in St. Emmeram

Auch der Bruder Lorenz wurde Ziegeleibesitzer. Sein Betrieb befand sich in Oberföhring in der Cosimastraße 194. Seine Villa in St. Emmeram wurde abgerissen; an ihrem Standort wurde die Wendeschleife für die Trambahnführung Oberföhring-Effnerplatz errichtet.